# 万里小路通房
万里小路 通房（までのこうじ みちふさ、1848年6月27日〈嘉永元年5月27日〉 - 1932年〈昭和7年〉3月4日）は、幕末の公家、明治期の官僚・政治家。貴族院伯爵議員。

## 経歴
山城国京都で、万里小路博房の息子として生まれる。母は森長義の11女・貞子。嘉永3年2月（1850年）に叙爵し、慶応元年10月（1865年）右少弁に就任。
慶応3年12月9日（1868年1月3日）王政復古を迎え書記御用掛となる。慶応4年2月20日（1868年3月13日）参与・軍防事務局親兵掛に就任。同年閏4月、東下する三条実美に随行し、同月権右中弁となる。戊辰戦争に際し錦旗奉行加勢、鎮将府弁事、御旗監・参謀助勤、兼大総督府参謀などを務め、東北に出征した。その後、軍務官副知事助勤を務め、明治2年2月（1869年）勅使として山口の毛利敬親に召命の宸翰を伝達した。明治2年6月2日（7月10日）戊辰の戦功により賞典禄100石を永世下賜された。
明治3年11月（1870年）イギリスへ留学し、1874年7月に帰国。その後、工部省御用掛、宮内省御用掛、侍従を歴任。父・博房の死去により、1884年（明治17年）4月14日、家督を相続。同年7月7日、伯爵を叙爵。1891年（明治24年）2月5日、補欠選挙で貴族院伯爵議員に選出され、研究会に属し1924年（大正13年）9月25日まで在任した。1912年（大正元年）9月の明治天皇大喪儀では大喪使祭官副長を務めた。
長く滞在していた千葉県安房郡北条町（現館山市）の別邸「静心庵」で農業指導も行い、1898年（明治31）年、本籍を北条町に移す。社会教育団体「安房大道会」の会長や「日本弘道会安房支会」の顧問を務め、1913年（大正2年）には後任が決まるまでの7日間だけ北条町長を務めた。関東大震災後は「静心庵」を本邸とした。墓所は東京・港区の妙定院。

## 栄典
- 1889年（明治22年）11月29日 - 大日本帝国憲法発布記念章[10]
- 1890年（明治23年）6月30日 - 勲四等瑞宝章[11]
- 1906年（明治39年）4月1日 - 旭日小綬章[12]
- 1914年（大正3年）6月18日 - 勲三等瑞宝章[13]
- 1917年（大正6年）7月10日 - 正二位[14]

## 系譜
- 父：万里小路博房（1824 - 1884）
- 母：貞子（? - 1860） - 森長義十一女
- 妻：池田八重子（1850 - 1897）- 池田健蔵の娘　
  - 長女：伴子（1867 - 1951） - 堀田正倫の継室[2]。
  - 次女：跡見李子（1868 - 1956） - 跡見花蹊の養女になり跡見女学校2代目校長となる
  - 三女：東美子（1870 - 1944） - 賀茂水穂の長男・賀茂巌雄（海軍中將、湯浅蓄電池製造役員)の妻[15]
  - 長男：直房（1875 - 1907）[2] - 嫡子[16]。妻は万里小路素信の長女・智子（1879 - 1952、跡見女学校卒）。子に芳房（1903 - 1980、早稲田大学卒）[2]。
  - 次男：葉室長通（1876 - 1944） - 葉室家の葉室長邦婿養子となり伯爵になる[2]。別名葉室通次。長女の婿に葉室直躬（鍋島直柔三男[17]）
- 後妻：松平忠栄の娘
- 妾：松本エイ
  - 四女：貴美子（1889 - 1927） - 名前の表記は喜美子とも。酒井忠克の妻。[2]
  - 三男：通利（1893 - 1951） - 工学博士、東京横浜電鉄電気次長などを歴任。妻は杉本保彦の次女・美。子に通明、利忠、利文、通宗[18]、利武。
  - 四男：鷲田通義（1898 - 1975） - 東京農業大学卒、 東京府人・鷲田すずに入夫。
  - 五男：通雄（1900 - 1929） - 海軍軍人。最終階級は海軍少佐。
  - 六男：黒岡通孝（1903 - 1986） - 早稻田大学卒、宮崎県人・黒岡淑子に入夫。
  - 五女：寿美子（1904 - 1989） - 奈良女子高等師範学校卒、浅田斐彦の妻。